# История авиационных воздушно-реактивных двигателей
История реактивных двигателей неразрывно связана с историей авиации. Прогресс в авиации на всём протяжении её существования обеспечивался, главным образом, прогрессом авиационных двигателей, а всё возраставшие требования, предъявляемые авиацией к двигателям, являлись мощным стимулятором развития авиационного двигателестроения.

## Первые изобретения
Разработки по созданию самолёта с реактивным двигателем велись ещё в XIX веке. 27 августа 1867 года отставной капитан артиллерии Николай Афанасьевич Телешов запатентовал во Франции свои изобретения — проект самолёта «Дельта» и спроектированный для него воздушно-реактивный пульсирующий двигатель, который был назван «теплородный духомёт» и являлся прототипом аналогичных современных двигателей. Румынский изобретатель-любитель Александру Чурку со своим французским коллегой Жюстом Бюсиссоном в 1886 году на р. Сене испытали первую в мире лодку на реактивном двигателе, предполагая установку такого двигателя в дальнейшем на самолёты.
Считающийся первым самолётом «Флайер-1» (конструкции братьев Райт, США, 1903 год) был оснащён поршневым двигателем внутреннего сгорания, и это техническое решение до начала 1940-х годов оставалось неизменным в авиации. Другие имевшиеся в то время технические решения, например самолёт Можайского (Россия, 1885 год), который имел паровые двигатели, были менее удачными. Авиационные поршневые двигатели совершенствовались, возрастала их мощность и, соответственно, тяговооружённость самих самолётов.
Однако, к концу Второй мировой войны требование ещё бо́льшего повышения мощности поршневых двигателей внутреннего сгорания вошло в неразрешимое противоречие с другими требованиями, предъявляемыми к авиамоторам — компактностью и ограничением массы. Дальнейшее развитие авиации по пути совершенствования поршневых двигателей становилось невозможным, и почти одновременно со смертью младшего из братьев Райт — Орвилла (1948) закончилась и эпоха поршневой авиации.
В двигателестроении ожили идеи, предложенные намного раньше поршневого двигателя внутреннего сгорания, но не привлекавшие внимания авиаконструкторов, пока поршневой двигатель сохранял перспективу развития. Ещё в эскизах Леонардо да Винчи (XV век) было найдено изображение колеса с лопастями, приводимого в движение тягой каминной трубы (прообраз турбины)[уточнить], и вращавшего через зубчатую передачу шампур для жарки мяса. Первый патент на турбинный двигатель был выдан англичанину Джону Барберу в 1791 году. В 1913 году француз Рене Лорин получил патент на прямоточный воздушно-реактивный двигатель.
Ряд инженеров и учёных разных стран ещё в 1930-е, и даже в 1920-е годы предвидели надвигающийся кризис в авиационном двигателестроении, и искали пути выхода из него, в том числе и за счёт ВРД. К ним можно отнести Ф. Уиттла (Великобритания), фон Охайна (Германия), Рене Ледюка (René Leduc) (Франция). В СССР этой проблемой занимались Ф. А. Цандер, Б. С. Стечкин, Ю. А. Победоносцев, А. М. Люлька и другие.
Впервые в СССР проект реального истребителя с ВРД разработанным А. М. Люлькой, в марте 1943 года предложил начальник ОКБ-301 М. И. Гудков. Самолёт назывался Гу-ВРД. Проект был отвергнут экспертами, главным образом, в связи с неверием в актуальность и преимущества ВРД в сравнении с поршневыми авиадвигателями.

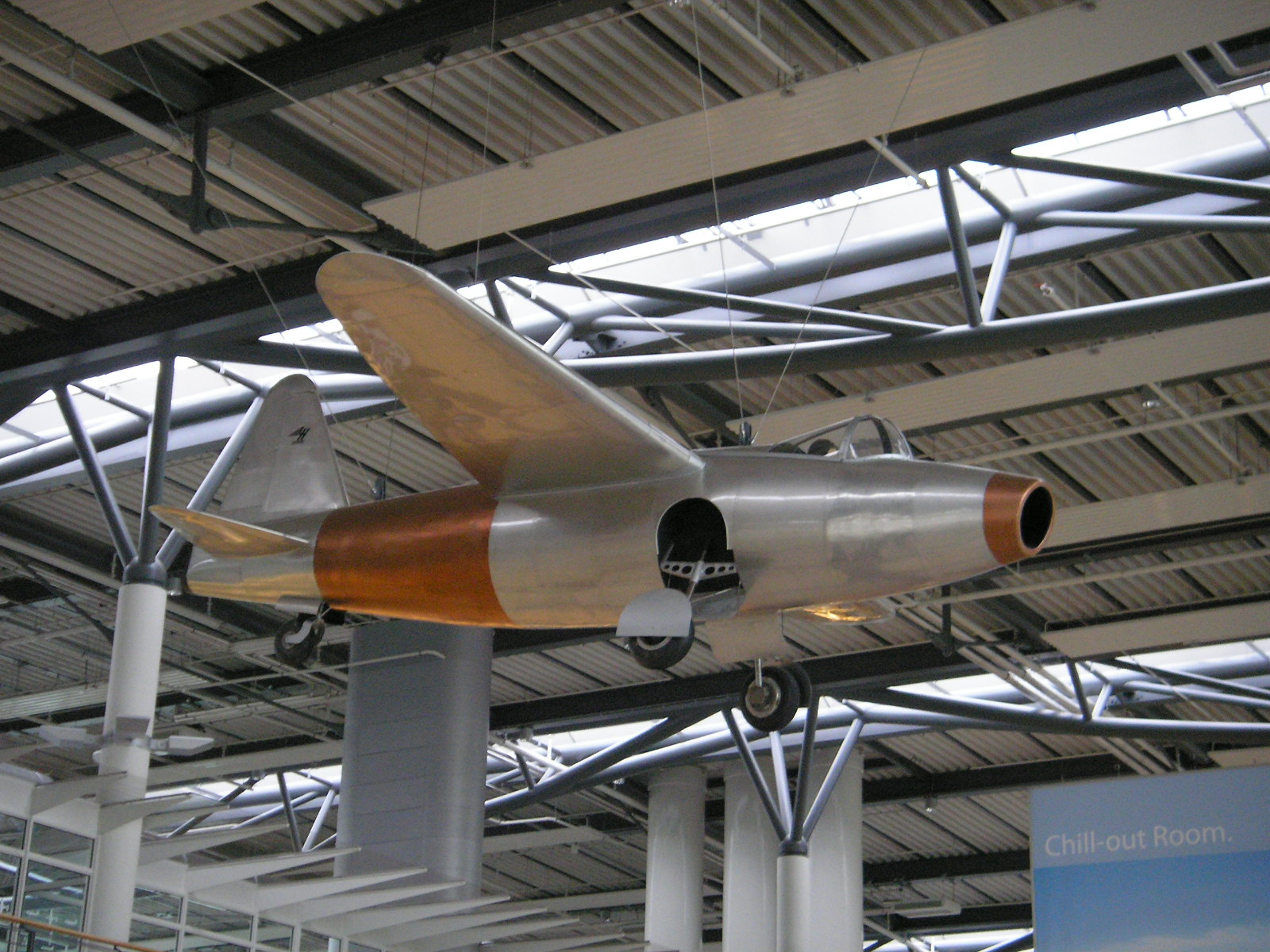
Первый турбореактивный самолёт Heinkel He 178.

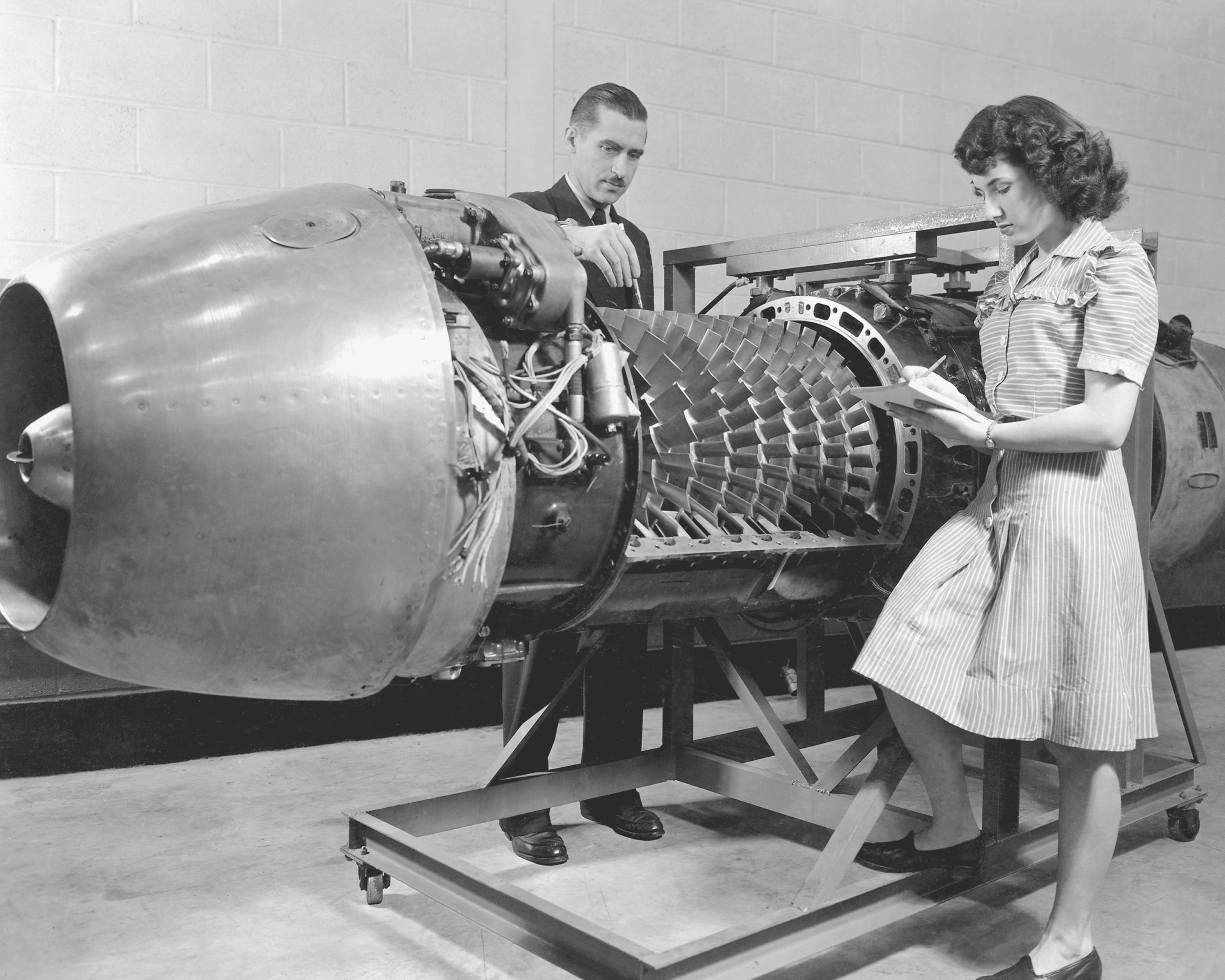
Двигатель Jumo-004 — первый в мире крупносерийный ТРД

Немецкие конструкторы и учёные, работавшие в этой и смежных областях (ракетостроение), оказались в более выгодном положении. Нацистская Германия планировал войну и выиграть её рассчитывал за счёт технического превосходства в вооружениях. Поэтому в Германии новые разработки в области авиации и ракетной техники субсидировались более щедро, чем в других странах. Первым самолётом, поднявшимся в небо с турбореактивным двигателем (ТРД) HeS 3 конструкции фон Охайна, был He 178 (фирма Хейнкель Германия), управляемый лётчиком-испытателем флюг-капитаном Эрихом Варзицем (27 августа 1939 года). Этот самолёт превосходил по скорости (700 км/ч) все поршневые истребители своего времени, максимальная скорость которых не превышала 650 км/ч, но при этом был менее экономичен, и вследствие этого имел меньший радиус действия. К тому же у него были бо́льшие скорости взлёта и посадки, чем у поршневых самолётов, из-за чего ему требовалась более длинная взлётно-посадочная полоса с качественным покрытием.
Работы по этой тематике неспешно продолжались почти до конца войны, когда нацистская Германия, утратив своё былое преимущество в воздухе, предпринял безуспешную попытку восстановить его за счёт серийного выпуска с августа 1944 года реактивного истребителя-бомбардировщика Мессершмитт Me.262, оборудованного двумя турбореактивными двигателями Jumo-004 производства фирмы Юнкерс. Этот самолёт значительно превосходил всех своих «современников» по скорости и скороподъёмности. А с ноября 1944 года начал выпускаться ещё и первый реактивный бомбардировщик Arado Ar 234 Blitz с теми же двигателями, который из-за его скорости не могли перехватывать поршневые истребители того времени. Единственным реактивным самолётом союзников по антигитлеровской коалиции, формально принимавшим участие во Второй мировой войне, был «Глостер Метеор» (Великобритания) с ТРД Rolls-Royce Derwent 8 конструкции Ф. Уиттла (серийное производство которого началось даже раньше, чем немецких).

## Вторая половина XX века
После войны во всех странах, имевших авиационную промышленность, начинаются интенсивные разработки в области воздушно-реактивных двигателей. Реактивное двигателестроение открыло новые возможности в авиации: полёты на скоростях, превышающих скорость звука, и создание самолётов с грузоподъёмностью, многократно превышающей грузоподъёмность поршневых самолётов, как следствие более высокой удельной мощности газотурбинных двигателей в сравнении с поршневыми.
Первым отечественным серийным реактивным самолётом был истребитель Як-15 (1946), разработанный в рекордные сроки на базе планера Як-3 и адаптации трофейного двигателя Jumo-004, выполненной в моторостроительном КБ В. Я. Климова под обозначением РД-10.
А уже через год прошёл государственные испытания первый, полностью оригинальный, отечественный турбореактивный двигатель ТР-1, разработанный в КБ А. М. Люльки (ныне филиал УМПО). Такие быстрые темпы освоения совершенно новой сферы двигателестроения имеют объяснение: группа А. М. Люльки занималась этой проблематикой ещё с довоенных времён, но «зелёный свет» этим разработкам был дан, только когда руководство страны вдруг обнаружило отставание СССР в этой области.
Первым отечественным реактивным пассажирским авиалайнером был Ту-104 (1955), оборудованный двумя турбореактивными двигателями РД-3М-500 (АМ-3М-500), разработанными в КБ А. А. Микулина. К этому времени СССР был уже в числе мировых лидеров в области авиационного моторостроения.

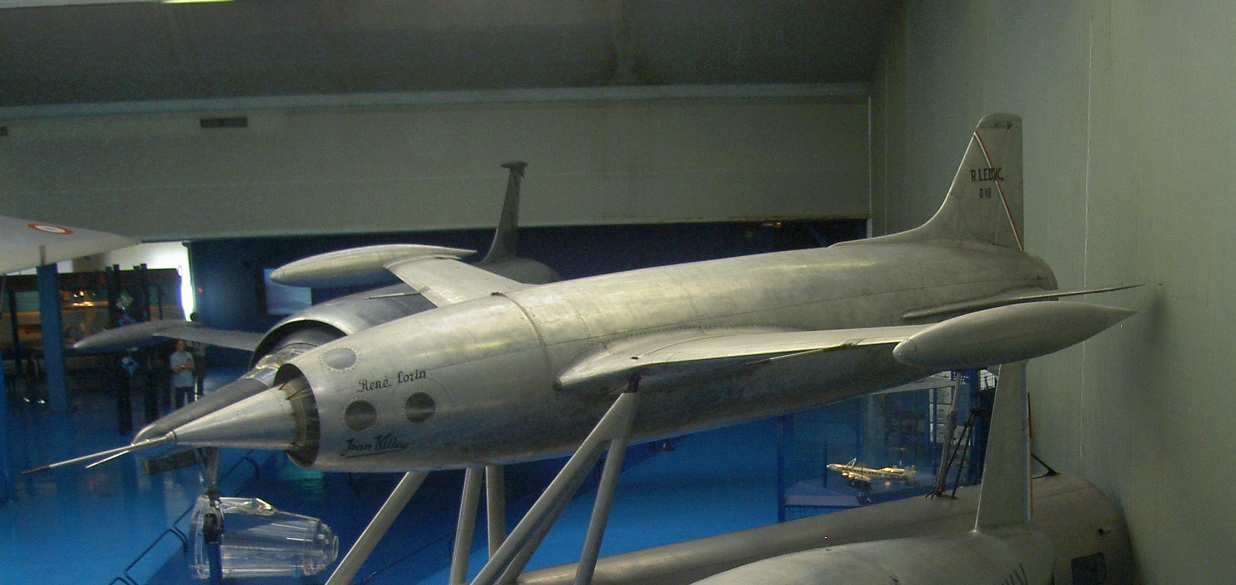
Leduc 010 первый аппарат, летавший с ПВРД (Музей в Ле Бурже). Первый полёт — 19 ноября 1946

Запатентованный ещё в 1913 г, прямоточный воздушно-реактивный двигатель (ПВРД) привлекал конструкторов простотой своего устройства, но главное — своей потенциальной способностью работать на сверхзвуковых скоростях и в самых высоких, наиболее разреженных слоях атмосферы, то есть в условиях, в которых ВРД других типов неработоспособны или малоэффективны. В 1930-е годы с этим типом двигателей проводились эксперименты в США (Уильям Эвери), в СССР (Ф. А. Цандер, Б. С. Стечкин, Ю. А. Победоносцев).
В 1937 году французский конструктор Рене Ледюк получил заказ от правительства Франции на разработку экспериментального самолёта с ПВРД. Эта работа была прервана войной и возобновилась после её окончания. 19 ноября 1946 года состоялся первый в истории полёт аппарата с маршевым ПВРД. Далее в течение десяти лет было изготовлено и испытано ещё несколько экспериментальных аппаратов этой серии, в том числе, пилотируемые, а в 1957 году правительство Франции отказалось от продолжения этих работ — бурно развивавшееся в то время направление ТРД представлялось более перспективным.
Обладая рядом недостатков для использования на пилотируемых самолётах (нулевая тяга на месте, низкая эффективность на малых скоростях полёта), ПВРД является предпочтительным типом ВРД для беспилотных одноразовых снарядов и крылатых ракет, благодаря своей простоте, а, следовательно, дешевизне и надёжности. Начиная с 50-х годов XX века в США были созданы ряд экспериментальных самолётов и серийных крылатых ракет разного назначения с этим типом двигателя.
В СССР с 1954 по 1960 годы в ОКБ-301 под руководством С. А. Лавочкина, разрабатывалась крылатая ракета «Буря», предназначавшаяся для доставки ядерных зарядов на межконтинентальные расстояния, и использовавшая в качестве маршевого двигателя ПВРД, разработанный группой М. М. Бондарюка, и имевший уникальные для своего времени характеристики: эффективная работа на скорости свыше трех Махов, и на высоте 17 км. В 1957 году проект вступил в стадию лётных испытаний, в ходе которых выявился ряд проблем, в частности, с точностью наведения, которые предстояло разрешить, и на это требовалось время, которое трудно было определить. Между тем, в том же году на вооружение уже поступила МБР Р-7, имевшая то же назначение, разработанная под руководством С. П. Королёва. Это ставило под сомнение целесообразность дальнейшей разработки «Бури». Из числа более современных отечественных разработок можно упомянуть противокорабельные крылатые ракеты с маршевыми ПВРД: П-800 Оникс, П-270 Москит.

## Пульсирующий воздушно-реактивный двигатель

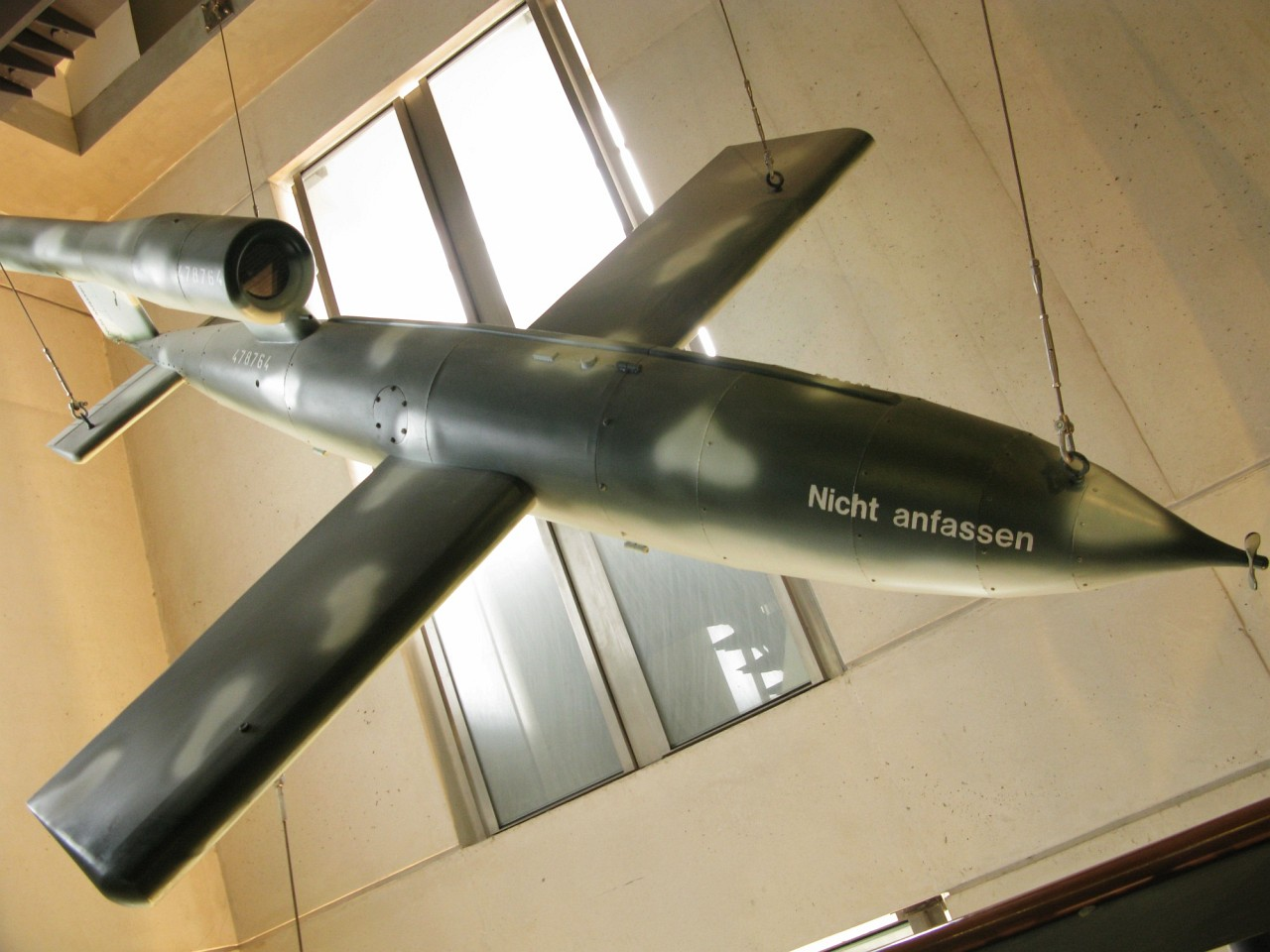
Самолёт-снаряд с ПуВРД Фау-1. (Музейный экспонат. Надпись на фюзеляже: «Руками не трогать»)

Пульсирующий воздушно-реактивный двигатель (ПуВРД) был изобретён в XIX веке шведским изобретателем Мартином Вибергом. Немецкие конструкторы, ещё накануне Второй мировой войны проводившие широкий поиск альтернатив поршневым авиационным двигателям, не обошли вниманием и это изобретение, долгое время остававшееся невостребованным. Наиболее известным летательным аппаратом (и единственным серийным) c ПуВРД Argus As-014 производства фирмы Argus-Werken, явился немецкий самолёт-снаряд Фау-1. Главный конструктор Фау-1 Роберт Люссер выбрал для него ПуВРД не ради эффективности (поршневые авиационные двигатели той эпохи обладали лучшими характеристиками), а, главным образом, из-за простоты конструкции и, как следствие, малых трудозатрат на изготовление, что было оправдано при массовом производстве одноразовых снарядов. После войны исследования в области пульсирующих воздушно-реактивных двигателей продолжились во Франции (компания SNECMA) и в США (Pratt & Whitney, General Electric), кроме того, благодаря простоте и дешевизне, маленькие двигатели этого типа стали очень популярны среди авиамоделистов, и в любительской авиации, и появились коммерческие фирмы, производящие на продажу для этих целей ПуВРД и клапаны к ним (быстроизнашивающаяся запчасть).